# Ocyptamus croceus
Ocyptamus croceus är en tvåvingeart som först beskrevs av Austen 1893.  Ocyptamus croceus ingår i släktet Ocyptamus och familjen blomflugor. Inga underarter finns listade i Catalogue of Life.